# Qualcosa di nuovo (singolo)
Qualcosa di nuovo è un singolo del cantautore italiano Max Pezzali, pubblicato il 16 ottobre 2020 come quarto estratto dall'album omonimo.

## Descrizione
Sulla sua pagina Instagram Max Pezzali ha parlato così del brano: 

## Video musicale
Il videoclip, ideato e sceneggiato da Fabio Volo e diretto dal regista Gianluca Leuzzi, è stato girato al Bowling Brunswick di Roma. Il protagonista del video incontra diversi personaggi che rappresentano le diverse fasi dell'amore, come una coppia che litiga e una donna incinta. Verso il finale appare anche Max Pezzali insieme al figlio Hilo.

## Tracce
Testi di Max Pezzali, Michele Canova Iorfida e Jacopo Ettorre.
1. Qualcosa di nuovo – 3:03